# Archachatina knorri
Archachatina knorri là một loài large air-breathing land snail, a terrestrial pulmonate gastropoda Mollusca thuộc họ Achatinidae. 
Nó là loài đặc hữu của Liberia.